# 하산 샤슈
하산 샤슈(튀르키예어: Hasan Gökhan Şaş, 1976년 8월 1일 ~ )는 튀르키예의 은퇴한 축구 선수이자 현 축구 지도자다. 코치 활동을 시작하기 전에는 갈라타사라이 SK에서 윙어로 굉장한 활약을 펼친 선수이며, 다혈질에다가 강철같은 체력으로 '그라운드의 야수'라고 불리기도 했다.

## 선수 경력
1976년 8월 1일, 카라타슈에서 태어난 하산은 어렸을 때부터 학교에서 도망나와 축구를 하는 등 축구에 대한 관심이 대단한 아이였다. 결국 그는 아크데니즈 카라타슈스포르에 아마추어로 축구 인생을 시작하게 되었는데. 굉장한 활약을 보였고 프로로 전환하여, 그는 자신의 축구 커리어 동안 아다나 데미르스포르, 앙카라귀쥐 그리고 명문 구단인 갈라타사라이 SK에서 뛰었고, 또한 터키 축구 국가대표팀으로도 40경기 출장을 달성하였다. 갈라타사라이 SK의 2000년 UEFA컵 우승 당시에 그는 팀의 주전이었으며, 2002년 FIFA 월드컵에서 터키 축구 국가대표팀이 3위를 할 당시에도 그는 주전이었다. 결혼해 2명의 아이를 가지고 있는 하산 샤슈는 2009년, 갈라타사라이 SK에서 은퇴히였다.

## 2002년 한일 월드컵
하산은 브라질과의 첫 경기에서 전반 추가시간에 선제골을 넣었다. 그러나 호나우두와 히바우두에 연속골을 내주면서 역전당했다. 이후 코스타리카와의 2차전에서 비기고 난 뒤에 치른 중국과의 최종전에서 결승골을 넣고 3대 0 완승을 이끌었다. 이로써 터키는 대회 첫 승과 함께 사상 첫 16강 진출에 성공했고, 하산은 이 경기의 공식 맨 오브 더 매치에 선정됐다. 그리고 세네갈과의 8강전에서도 무득점에 불구하고 공식 맨 오브 더 매치에 선정됐다. 한국과의 3, 4위전을 제외한 전 경기에 선발 출전한 하산은 터키의 3위를 이끌었고, 이 대회의 올스타팀에 선정됐다.

## 수상
갈라타사라이
- 쉬페르리그 : 1998-99, 1999-00, 2001-02, 2005-06, 2007-08
- 터키컵 : 1998-99, 1999-00, 2004-05
- TSYD컵 : 1998-99, 1999-00
- 2000년 UEFA컵 우승
- 2000년 UEFA 슈퍼컵 우승
- 2008년 터키 슈퍼컵 우승

 튀르키예
- 2002년 FIFA 월드컵 조별리그 맨 오브 더 매치 (vs 중국)
- 2002년 FIFA 월드컵 8강전 맨 오브 더 매치 (vs 세네갈)
- 2002년 FIFA 월드컵 3위

개인
- 2002년 FIFA 월드컵 올스타팀